# Judy Greer
Judy Greer, właśc. Judith Laura Evans (ur. 20 lipca 1975 roku) – amerykańska aktorka.
Greer urodziła się w Livonia w stanie Michigan. Zanim zajęła się aktorstwem przez dziesięć lat ćwiczyła balet. Prawdopodobnie najbardziej znana jest z roli w serialu komediowym telewizji FOX, Arrested Development. Kojarzona jest również z serialem Dwóch i pół, w którym zagrała epizodyczną rolę. W 2008 roku zaangażowała się w pracę nad sitcomem telewizji ABC, Miss/Guided.

## Filmografia
| Rok  | Tytuł                                  | Rola                            |
| ---- | -------------------------------------- | ------------------------------- |
| 1998 | Stricken                               | Cynthia                         |
| 1998 | Kissing a Fool                         | Andrea                          |
| 1999 | Jawbreaker                             | Fern Mayo/Vylette               |
| 1999 | Three Kings                            | Cathy Daitch                    |
| 2000 | What Planet Are You From?              | Rebecca                         |
| 2000 | The Specials                           | Deadly Girl                     |
| 2000 | Czego pragną kobiety                   | Erin                            |
| 2001 | Powiedz tak                            | Penny                           |
| 2002 | Adaptacja                              | Alice the Waitress              |
| 2003 | The Hebrew Hammer                      | Esther Bloomenbergensteinenthal |
| 2004 | 13 Going on 30                         | Lucy Wyman                      |
| 2004 | Osada                                  | Kitty Walker                    |
| 2005 | The Moguls                             | Ellie                           |
| 2005 | Cursed                                 | Joanie                          |
| 2005 | The Great New Wonderful                | Allison                         |
| 2005 | In Memory of My Father                 | Judy                            |
| 2005 | Elizabethtown                          | Heather Baylor                  |
| 2005 | Full Disclosure (film krótkometrażowy) | Brinn                           |
| 2006 | American Dreamz                        | Accordo                         |
| 2006 | The TV Set                             | Alice                           |
| 2007 | The Key Man                            | Karen                           |
| 2007 | The Grand                              | Sharon Andrews                  |
| 2008 | 27 sukienek                            | Casey                           |
| 2008 | Visioneers                             | Michelle                        |
| 2008 | Traveling                              | b.d.                            |
| 2010 | Miłość i inne używki                   | Cindy                           |
| 2015 | Kraina jutra                           |                                 |
| 2015 | Ant-Man                                | Maggie Lang                     |
| 2018 | Ant-Man i Osa                          | Maggie Paxton                   |
| 2018 | Driven                                 | Ellen Hoffman                   |

## Telewizja
| Rok  | Tytuł                | Rola                     |
| ---- | -------------------- | ------------------------ |
| 1999 | Love & Money         | Puff Conklin             |
| 2003 | Arrested Development | Kitty Sanchez            |
| 2006 | Love Monkey          | Brandy "Bran" Lowenstein |
| 2006 | Na imię mi Earl      | Maggie Lester            |
| 2007 | Dwóch i pół          | Aunt Myra                |
| 2007 | U nas w Filadelfii   | Ingrid Nelson            |
| 2007 | Californication      | Trixie                   |
| 2008 | Miss/Guided          | Becky Freeley            |
| 2011 | Dwóch i pół          | Bridget                  |